# Robert Lion
Pour les articles homonymes, voir Lion.
Robert Lion, né le 28 juillet 1934 à Paris et mort le 13 septembre 2019 dans la même ville, est un haut fonctionnaire, homme politique et responsable associatif français.
Il est directeur général de la Caisse des dépôts et consignations de 1982 à 1992. En 2009, il annonce son engagement politique auprès d'Europe écologie. Il est élu en 2010 au conseil régional d'Île-de-France et devient le doyen de cette assemblée régionale.
Il a été décrit par Pierre Bourdieu, dans Les structures sociales de l'économie, comme un « haut fonctionnaire prestigieux et connaissant parfaitement le jeu, les enjeux et les adversaires [du jeu politique] ».

## Biographie

### Jeunesse et études
Robert Lion naît le 28 juillet 1934 à Paris. Il est le fils du résistant, ingénieur des Mines et chef d'entreprise Pierre Lion (1896-1977), et de l'historienne Daisy Lion-Goldschmidt. Il a un frère cadet, Antoine Lion (1940-2012),qui devient frère dominicain.
Il suit des études de droit et obtient une licence en droit. Il étudie ensuite à l'Institut d'études politiques de Paris, où il prépare le concours de l'École nationale d'administration. Il est admis et est membre de la promotion Lazare Carnot. En 1961, il sort de l'ENA à l'Inspection générale des finances.

### Parcours professionnel
Après avoir passé plusieurs années au sein de l'Inspection générale des finances, Robert Lion est recruté comme conseiller au sein du cabinet ministériel d'Edgard Pisani, ministre du Logement, Il aide à la mise en œuvre de la politique urbaine de l’État. Il devient ensuite le collaborateur de Paul Delouvrier, préfet de Paris.
Il est nommé en 1969 adjoint au directeur de la construction au sein du ministère de l'Équipement, puis directeur. Il occupe ce poste jusqu'en 1974. Ses désaccords avec les décisions ministérielles le conduisent à quitter ce poste et à devenir   délégué général de l’Union des HLM en 1974. Il joue un rôle décisif dans la mise en œuvre d'une politique d'habitat pour les plus modestes. Il conserve ce rôle jusqu'en 1981.
Après la victoire de la gauche à la présidentielle de 1981, Robert Lion est nommé directeur de cabinet du Premier ministre Pierre Mauroy.
En 1982, Pierre Mauroy le nomme ensuite à la tête de la Caisse des dépôts et consignations. Il remercie Robert Hirsch et Jean Driol, et met en place une nouvelle équipe dirigeante. Il dirige l'institution jusqu'en 1992. Il est en parallèle nommé président de la SEM Tête Défense, fonction dans laquelle il organise  le concours Tête Défense qui verra naître le projet de l'Arche de la Défense. Impliqué dans la réalisation du monument, il en maîtrisera tous les rouages jusqu'à son inauguration.
Il est le père de l'inspectrice pédagogique régionale Frédérique Hannequin, du directeur de Peer Music France Bruno Lion, et de la créatrice de bijoux Pascale Lion.

### Parcours associatif
Robert Lion s'est engagé dans le tissu associatif français à partir de 1979. Il est dans un premier temps président du Comité d'Action pour le Solaire (renommé en 1994 Observatoire des énergies renouvelables), puis d'Agrisud international et d'Energy 21.
En 2007, il participe au Grenelle de l'environnement, au sein du collège des ONG.
En 2008, il est élu président de Greenpeace France.

### Engagement politique
Robert Lion rejoint le Parti socialiste en 1974. Il s'intègre au sein de la mouvance de Michel Rocard.
Robert Lion quitte ses fonctions au sein de Greenpeace France pour se présenter lors des élections régionales en Île-de-France en 2009.
En octobre 2009 est annoncée sa candidature aux élections régionales de 2010, à la tête de la liste départementale d'Europe Écologie à Paris. Ayant été un haut fonctionnaire socialiste, son ralliement à l'écologie politique est largement commenté : certains (comme L'Humanité) analysent son investiture par Europe Écologie comme une forme de « caution gestionnaire », visant à rassurer l'électorat parisien ; d'autres (comme Alain Lipietz sur son blog) se réjouissent de la convergence entre la tradition planificatrice française incarnée par ce grand commis de l'État et le mouvement écologiste.

## Ouvrages
- L’État passion, Paris, Plon, 1992 (ISBN 978-2-259-02658-1)
- préface à Hervé Morel, La France surendettée ? Une réponse écologiste, Paris, Les petits matins, 2011 (ISBN 978-2-915-87984-1, présentation en ligne)

## Distinctions
- Commandeur de l'ordre des Arts et des Lettres, 1988[15]
- Commandeur de l'ordre national du Mérite, 2008[16]
- Commandeur de la Légion d'honneur, 2013[17]